# 高松琴平電気鉄道10形電車
高松琴平電気鉄道10形電車（たかまつことひらでんきてつどう10がたでんしゃ）および90形電車（90がたでんしゃ）は、かつて高松琴平電気鉄道（琴電）に在籍した電車である。
名義上は1961年（昭和36年） - 1962年（昭和37年）自社製だが、元京浜急行電鉄クハ120形の車体を利用している。
10形は両運転台の制御電動客車、90形は片運転台の制御客車で、10形2両（11・12）、90形4両（91 - 94）の計6両が在籍したが、1983年（昭和58年）までに廃車になった。

## 車歴
もともとは、京浜電気鉄道デ41号形で、1921年（大正10年）藤永田造船所製である。両運転台の電動車で、窓配置はC5-D7D7D。 前面は半円形で中央に運転台があった。木造ながら、車体の一部に鉄骨を用いトラス棒を省略したのが特徴である。また屋根はシングルルーフであるが、前面中央の方向幕を避けるために雨樋がその部分だけ上に曲がって凸字形をしている。
1941年（昭和16年）に京浜電気鉄道が東京横浜電鉄に合併し東京急行電鉄となった際に、デハ5120形となり、その後、一部が電装解除されてクハ5120形に改称された。戦後、京浜急行電鉄が独立した際にデハ120形・クハ120形となった。京急に最も遅くまで残った木造車だが、1958年（昭和33年）に名義上600形（初代）に改造されて形式消滅となった。

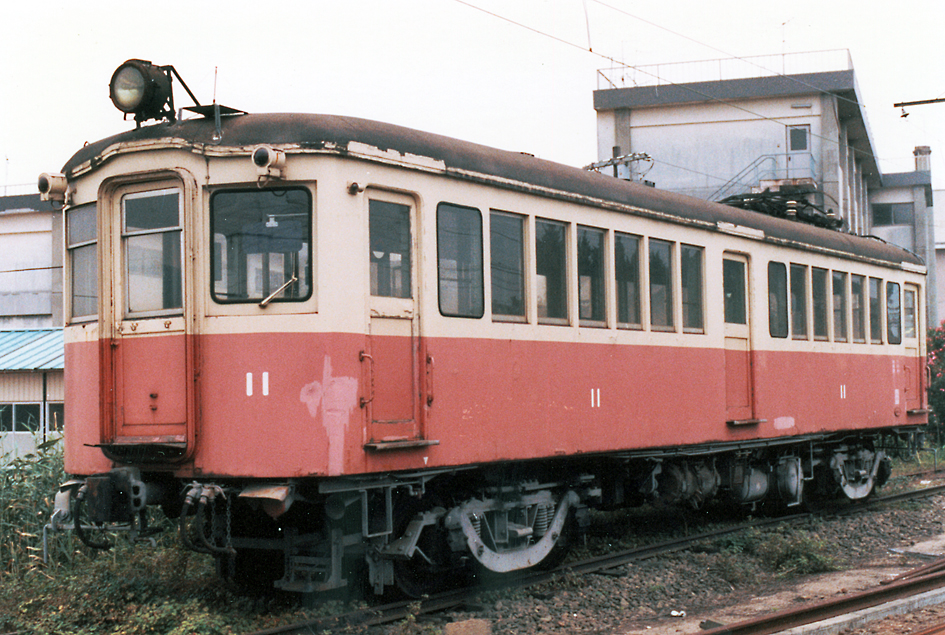
高松琴平電鉄10形電車 11
撮影・琴電屋島駅

このうち6両の車体を、1959年（昭和34年）に琴電が譲り受け、窓配置、屋根はそのままで鋼体化を実施。うち2両を電装して11・12、4両を91 - 94とした。
新しい車体は窓上下の補強帯（ウィンドウシル・ヘッダー）を廃した平滑なもので、戸袋窓は全車Hゴム支持となった。しかし、客用窓は91が木枠の上段固定・下段上昇式、92は木枠の一段下降式、その他がアルミサッシと分かれた。また前面は3枚窓になり、中央に貫通扉を設けた。これに伴って運転台は中央から左隅に変更されたが、側面窓配置の変更は行われず扉幅を890mmから700mmに狭めるに留めたため、奥行きが狭く大変窮屈なものとなった。なお、雨樋は木造の旧車体の物を流用したため、凸字形の特徴的な形態が残っていた。
架線電圧が600Vの長尾線・志度線で使用された。1967年（昭和42年）の志度線昇圧後は1500V化の上で同線で使用。さらに1974年（昭和49年）に、11と12が長尾線に転属している。
1976年（昭和51年）の長尾線昇圧後は再び全車が両線で使用されたが、ほどなく30形（3代）の転入が始まり、90形は1980年（昭和55年）に、10形も1983年までに廃車になった。